# Pelomys campanae
Pelomys campanae là một loài động vật có vú trong họ Chuột, bộ Gặm nhấm. Loài này được Huet mô tả năm 1888.